# 竹下良平
竹下 良平（たけした りょうへい）は、日本のアニメ監督、アニメーション演出家。

## 来歴
宮崎県宮崎市出身。もともとは数学が得意なことから数学者を目指していたが、宮崎駿に憧れて高校時代にアニメ監督を志すようになる。宮崎県立宮崎北高等学校を経て、2007年に一橋大学社会学部を卒業し、アニメスタジオのジーベックにアニメーターとして入社。
動画・原画・演出とキャリアを積み、その後フリーランスとなる。2014年『月刊少女野崎くん』のチーフ演出、2016年『NEW GAME!』の副監督などを経て、2017年『エロマンガ先生』にて初監督を務めた。

## 参加作品

### テレビアニメ

#### アニメーター参加作品
2006年
- 武装錬金（動画）

2007年
- ヒロイック・エイジ（動画）
- オーバードライブ -Over Drive-（動画）
- しおんの王（動画）

2008年
- Mnemosyne-ムネモシュネの娘たち-（原画・第二原画・動画）
- かのこん（原画）
- To LOVEる -とらぶる-（原画・第二原画・動画）
- 今日の5の2（原画）
- ポルフィの長い旅（原画）

2009年
- PandoraHearts（原画）

2010年
- れでぃ×ばと!（原画・OP原画）
- えむえむっ!（原画・OP原画）

2011年
- そふてにっ（原画・第二原画）

2012年
- 輪廻のラグランジェ（原画・OP原画）
- 這いよれ! ニャル子さん（原画・OP原画・ED原画）
- 輪廻のラグランジェ season2（原画・第二原画・OP原画）
- うぽって!!（原画・ED原画）

2013年
- 宇宙戦艦ヤマト2199（第二原画）
- 這いよれ! ニャル子さんW（原画・OP原画）

#### 演出参加作品
2011年
- はなかっぱ（-2012年、絵コンテ・演出）

2012年
- To LOVEる -とらぶる- ダークネス（演出・原画・OP演出）

2013年
- 八犬伝―東方八犬異聞―（第二期、演出）
- 夜桜四重奏 〜ハナノウタ〜（演出）

2014年
- 月刊少女野崎くん（チーフ演出・絵コンテ・演出・原画）

2015年
- 長門有希ちゃんの消失（絵コンテ・演出・ED演出・第二原画）

2016年
- NEW GAME!（副監督・コンセプトデザイン・絵コンテ・演出・OP2絵コンテ/演出/原画）
- フリップフラッパーズ（絵コンテ・演出）

2017年
- エロマンガ先生（監督・絵コンテ・演出・OP絵コンテ・ED絵コンテ/演出）
- Just Because!（OPコンテ・演出）

2018年
- ヲタクに恋は難しい（ED絵コンテ/演出）
- 多田くんは恋をしない（演出）

2019年
- キャロル&チューズデイ（絵コンテ）

2020年
- 映像研には手を出すな!（演出協力）
- 呪術廻戦（絵コンテ・演出）

2021年
- Fairy蘭丸〜あなたの心お助けします〜（絵コンテ）
- 無職転生 〜異世界行ったら本気だす〜（ED2絵コンテ/演出）

2024年
- 夜のクラゲは泳げない（監督・絵コンテ・演出・OP絵コンテ/演出）
- 【推しの子】（第二期、OPディレクター/絵コンテ/演出）

2025年
- 光が死んだ夏（監督・シリーズ構成・脚本・絵コンテ・演出）

### 劇場アニメ
- 劇場版MAJOR メジャー 友情の一球（2008年、原画）

### OVA
- 輪廻のラグランジェ 鴨川デイズ（2012年、OP原画）
- エロマンガ先生 OVA（2019年、監督・脚本・絵コンテ・演出）

### Webアニメ
- SUPER SHIRO（2020年、コンテ・演出）
- 日本沈没2020（2020年、絵コンテ）
- 放課後のブレス（2023年、監督・シリーズ構成・脚本[10]）

### ゲーム
- グランクレスト戦記（2018年、OPコンテ演出）